# Areia Branca (Itapeva)
Areia Branca é um distrito do município brasileiro de Itapeva, no interior do estado de São Paulo.

## História

### Formação administrativa
- Lei Ordinária nº 369 de 30/10/1989 - Cria o distrito de Areia Branca no município de Itapeva[2][3].

## Geografia

### Demografia

#### População urbana
| Crescimento população urbana | Crescimento população urbana | Crescimento população urbana | Crescimento população urbana |
| Censo                        | Pop.                         |                              | %±                           |
| ---------------------------- | ---------------------------- | ---------------------------- | ---------------------------- |
| 1991                         | 188                          |                              | —                            |
| 2000                         | 115                          |                              | −38,8%                       |
| 2010                         | 57                           |                              | −50,4%                       |
| Fonte: IBGE e Fundação SEADE |                              |                              |                              |

#### População total
Pelo Censo 2010 (IBGE) a população total do distrito era de 2 305 habitantes.

### Área territorial
A área territorial do distrito é de 129,230 km².

### Rodovias
O principal acesso ao distrito é a estrada vicinal SP-258 - Areia Branca.

## Serviços públicos

### Registro civil
Feito na sede do município, pois o distrito não possui Cartório de Registro Civil das Pessoas Naturais.

### Saneamento
O serviço de abastecimento de água é feito pela Companhia de Saneamento Básico do Estado de São Paulo (SABESP).

### Energia
A responsável pelo abastecimento de energia elétrica é a Neoenergia Elektro, antiga CESP.

## Religião
O Cristianismo se faz presente no distrito da seguinte forma:

### Igreja Católica
- A igreja faz parte da Diocese de Itapeva[14].

### Igrejas Evangélicas
- Congregação Cristã no Brasil[15].